# Wahl zum Abgeordnetenhaus von Berlin 1958
- SPD: 78
- CDU: 55

- Regierung: 133

Die Wahl zum Abgeordnetenhaus von Berlin 1958 fand am 7. Dezember statt und fand, wie bereits die Wahlen 1948, in einer akuten politischen Krise statt. Das Chruschtschow-Ultimatum wurde just zehn Tage vor dem Wahltermin gestellt, die sowjetische Bedrohung war sehr wahrscheinlich.
Spitzenkandidat der SPD war erstmals der neue Regierende Bürgermeister Willy Brandt, der am 3. Oktober 1957 die Nachfolge des am 30. August verstorbenen Otto Suhr angetreten hatte. Brandt selbst verfügte über eine immense persönliche Popularität, welche insbesondere auf seinem entschlossenen Auftreten gegenüber der sowjetischen Besatzungsmacht beruhte.
Die SPD erreichte mit einem Stimmenzuwachs von 8,0 Prozentpunkten und einem Endergebnis von 52,6 % nunmehr auch die absolute Mehrheit der abgegebenen Stimmen. Ihr Koalitionspartner CDU unter Franz Amrehn erreichte ebenfalls einen beträchtlichen Stimmenzuwachs in Höhe von 7,3 Prozentpunkten und einem Ergebnis von 37,7 % der Stimmen.
Obwohl die FDP von 12,8 % auf 3,8 % abstürzte und damit nur noch SPD und CDU im Abgeordnetenhaus vertreten waren, setzte Brandt die Koalition mit der CDU auf Grund der krisenhaften Situation der Stadt fort. Somit gab es bis 1963, wie schon von 1948 bis 1953, keine parlamentarisch vertretene Opposition in Berlin.
Bereits 1956 waren 6 Abgeordnete von der FDP in die daraus abgespaltene Freie Volkspartei (FVP) übergetreten. Während die FVP in Westdeutschland mit der DP fusionierte, trat der Berliner Verband unter dem Namen Freie Deutsche Volkspartei (FDV) selbständig an.
Die Wahlbeteiligung lag bei dem Rekordstand von 92,9 % der stimmberechtigten Wähler.
| Wahl vom 7. Dezember 1958 | Wahl vom 7. Dezember 1958 | Wahl vom 7. Dezember 1958 | Wahl vom 7. Dezember 1958 |
| ------------------------- | ------------------------- | ------------------------- | ------------------------- |
| Wahlberechtigte           | 1.757.842                 |                           |                           |
| Wahlbeteiligung           | 1.632.540                 | 92,9 %                    |                           |
| SPD                       | 850.127                   | 52,6 %                    | 78 Mand.                  |
| CDU                       | 609.097                   | 37,7 %                    | 55 Mand.                  |
| FDP                       | 61.119                    | 3,8 %                     | — Mand.                   |
| DP                        | 53.912                    | 3,3 %                     | — Mand.                   |
| SED                       | 31.572                    | 2,0 %                     | — Mand.                   |
| FDV                       | 10.681                    | 0,7 %                     | — Mand.                   |
| Summen                    |                           | 100,0 %                   | 133 Mand.                 |